# Nischneje Kasanischtsche
Nischneje Kasanischtsche (russisch Нижнее Казанище; kumykisch Тёбен Къазаныш) ist ein Dorf (selo) in der Republik Dagestan in Russland mit 12.871 Einwohnern (Stand 14. Oktober 2010).

## Geographie
Der Ort liegt im nordöstlichen Randgebiet des Großen Kaukasus, etwa 35 km Luftlinie südwestlich der Republikhauptstadt Machatschkala am rechten Ufer des Burganosen, eines Flusses im Einzugsbereich des Schuraosen.
Nischneje Kasanischtsche gehört zum Rajon Buinakski und befindet sich etwa 6 km südöstlich von dessen Verwaltungszentrum Buinaksk. Das Dorf ist Sitz und einzige Ortschaft der Landgemeinde (selskoje posselenije) Selo Nischneje Kasanischtsche. Es besteht aus den (inoffiziellen) Ortsteilen Basseinaul, Betaul, Temenaul und Tschorgalar, die in einigem Abstand zueinander liegen.

## Geschichte
Das seit mehreren hundert Jahren, mindestens seit Ende des 16. Jahrhunderts bekannte kumykische Dorf spielte zu Beginn des 19. Jahrhunderts eine Rolle, als sich dort im Vorfeld und der ersten Periode des Kaukasuskrieges von 1817 bis 1864 zeitweise das Hauptquartier des russischen Generals Alexei Jermolow befand. Um 1830 verlor es seine militärische Bedeutung an das nahe Temir-Chan-Schura, das heutige Buinaksk, wo eine russische Festung errichtet wurde. 1843 war das Dorf gut einen Monat in der Hand der Truppen des Imams Schamil.
In der Folgezeit blieb das Dorf lange relativ unbedeutend. Von 1952 bis 1954 war es kurzzeitig Verwaltungssitz des Buinakski rajon. Ab den 1970er-Jahren stieg seine Einwohnerzahl als faktischer Vorort der Stadt Buinaksk um das Mehrfache.

### Bevölkerungsentwicklung
| Jahr | Einwohner |
| ---- | --------- |
| 1979 | 6.160     |
| 2002 | 10.989    |
| 2010 | 12.871    |

Anmerkung: Volkszählungsdaten

## Verkehr
Nischneje Kasanischtsche liegt an der Regionalstraße, die von Buinaksk, wo sich die nächstgelegene Bahnstation befindet, in südlicher bis südwestlicher Richtung nach Arakani und in das Tal des Awarskoje Koisu oberhalb des Irganai-Stausees, dann weiter nach Chunsach führt (frühere R306).